# 吳志森
吳志森（Ng Chi Sum，1958年9月30日—），香港資深傳媒人，曾經主持《頭條新聞》電視節目及前D100主持。

## 簡介
吳志森籍貫廣東省揭陽市，1958年於廣州出生。一歲時隨父母移居香港九龍東頭邨6座，曾就讀天主教伍華中學。自1982年畢業於香港中文大學生物系起從事傳媒工作，於親中共刊物《廣角鏡》擔任記者，一年後轉職至星島日報。1986年起，九年間在無綫電視新聞部任職，並曾於1991年尾負責專訪張學良。1995年離職後曾經在有線新聞任職編輯主任兩年。
1997年，代為主持商業電台《風波裡的茶杯》，2000年起與周融主持《香港電台》廣播節目《千禧年代》，2004年至2011年兼任《自由風自由Phone》主持，他亦經常在《明報》及《蘋果日報》等報章撰寫時事評論，2006年起結集出版多本書籍。2007年1月12日開始擔任《頭條新聞》電視節目主持，達十三年之久，在其主持的節目中經常對政府政策及高官冷嘲熱諷。2012年8月16日，加入香港數碼電台為節目《十級自由Phone》主持，因該台11月1日停播而轉投D100繼續主持《十級自由Phone》。
吳志森認為香港的主權國中華人民共和國是堅持一黨專政政治體制，港府幾乎被中華人民共和國政府控制，不能期望中共放手給香港民主。他說，如果從這個角度去分析，就甚麽都不用做了，所以港人應該自己爭取。2011年5月，他於報章撰寫評論文章，指特區政府將內地推行了六十多年的國民教育定為香港中小學生必修科，是教育製造說謊下一代。
吳志森作為香港電台節目主持，其被認為親泛民主派的政治立場及言論，引起部分建制派人士不滿，因此他多次受到親中共傳媒如《文匯報》、《大公報》、《香港商報》的點名抨擊，評論稱他身為官方香港電台節目主持，在某些事中，例如「劉曉波獲諾貝爾和平獎」、「毒奶受害者代表趙連海」等，他在節目中批評內地政府及制度，立場反共。吳亦常在報章撰文批評特區政府。不過與其他泛民主派傳媒人相比，吳的立場尚算溫和。
2021年9月14日，吳志森於個人YouTube頻道上載一條影片，主題為「我來了英國，我好淒涼」。他指自己幾個月前已抵英國，不過沒有透露具體地點。現時他與曾志豪逢星期二在YouTube主持節目《英台會》。

## 爭議事件

### 宗教言論
2009年1月9日，吳志森主持的電台節目，討論是否把「同性同居者」列入家庭的定義，期間有自稱「維護傳統家庭價值」的男聽眾來電，表達對《家暴條例》的意見；吳志森首先問他：「你是不是基督徒？」。事後中國神學研究院院長余達心在《明報》發表文章《「基督徒，請你封嘴！」》，認為吳志森這一問反映其背後有個假設，就是凡反對將「同居者」、「同性戀同居者」列入「家」的定義之內的，一定是基督徒，就是那些被他定性為保守、霸權、不講理的基督徒。」此外，還質疑吳身為節目主持，不能持平地促進發言。
2009年2月24日，吳志森在《明報》發表文章《基督徒，請你發聲！》回應，呼籲支持改良《家暴條例》、《淫審條例》的基督徒發聲。他指出，有關的問題只不過是想讓聽眾知道發言者的背景及身分，並非針對聽眾的宗教信仰。他認為，「同是信仰基督，有開明的、有保守的、有包容的、有排他的、有同性戀、也有異性戀。同一個信仰的「底」，也有不同取態。我認識不少基督徒，對保守的、極右的，以維護傳統家庭價值為藉口，唯我獨尊詮釋經文的霸權，非常反感，但懾於教會主事人的權威和集體壓力，他們都只敢私下議論，跟閉嘴根本沒有分別。基督徒，請你發聲！不要再沉默了。一小撮人對基督教義詮釋的壟斷，必須打破，多元包容這個香港的核心價值，必須挺身維護。」

### 被換走主持
2011年11月，主持香港電台節目《自由風自由Phone》、《千禧年代》多年的吳志森及周融，突然被告知即將不再擔任有關電台節目主持。事件令各界議論紛紛，港台高層解釋是節目改革，撤換主持人的安排已醞釀經年。香港浸會大學新聞系助理教授杜耀明質疑，港台「節目改革」其實是「借刀殺人」，將吳志森這類嚴厲批評政府、有獨立觀點的節目主持換走，一向立場親政府的周融只是「陪葬」，有議員質疑港台突然撤換敢言主持是新聞自由倒退，事態嚴重且不尋常，將會跟進。吳志森於報章專欄回應事件；稱香港電台高層以主持個人風格太強，說話也太多，說撤換主持是應聽眾的要求。吳質疑其理據來源，稱突然轉變是揣摩領導的要求，又稱過去一年內，香港親中共報紙對其指名批判攻擊的文章多達70篇，其中說得最多的是要港台終止他做節目主持。

## 主持的電台節目

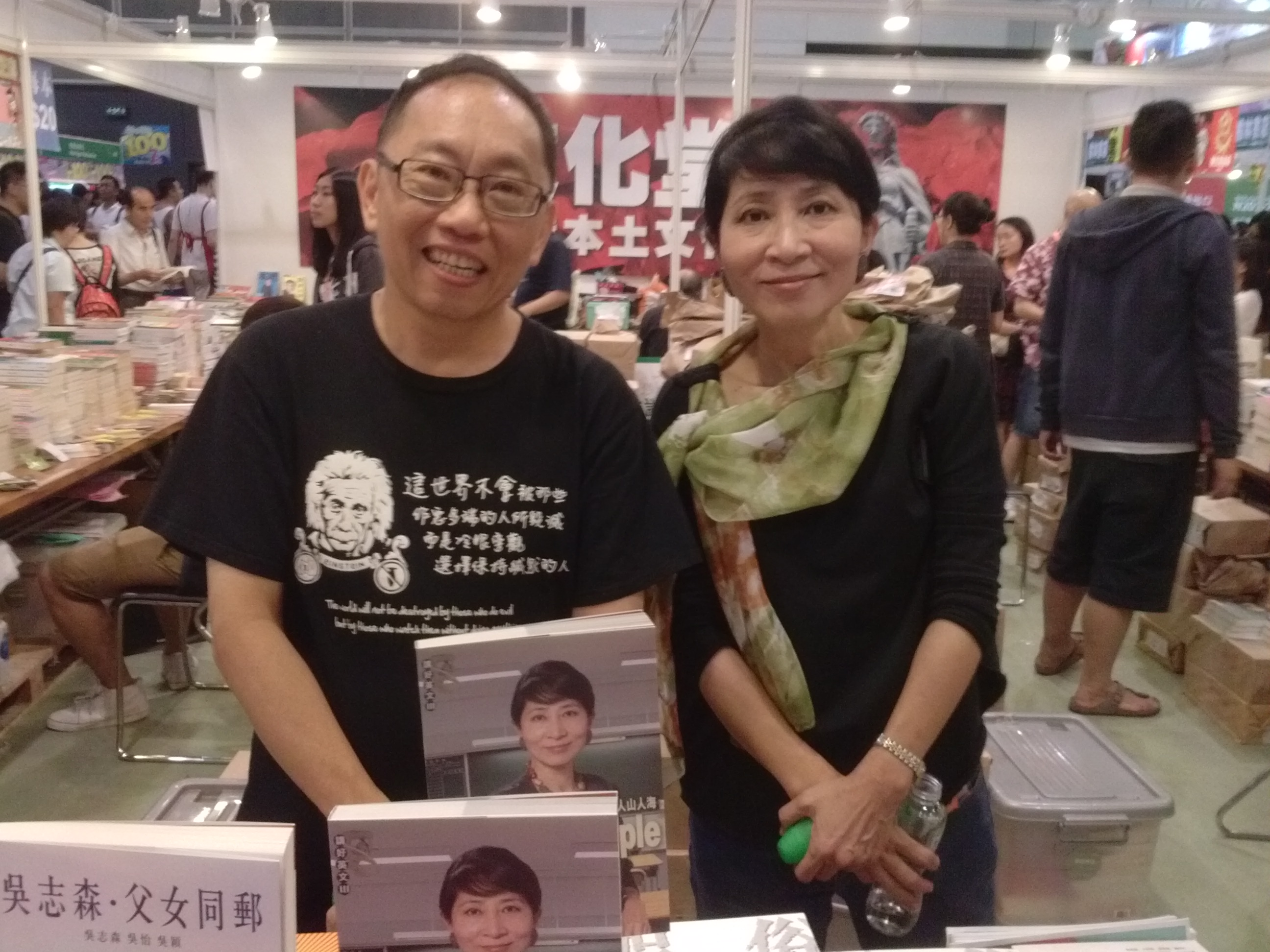
吳志森與毛孟靜於2013年度香港書展的次文化堂攤位合照

### 曾主持節目
- 《碧心晚報》（商台時期，與李碧心）
- 《環遊世界一週》（與何安達）
- 《風波裡的茶杯》（代班）
- 《千禧年代》
- 《星期六問責》
- 《自由風自由Phone》（2004年至2011年12月30日）
- 《頭條新聞》（電視部）（2007年1月12日至2020年6月19日）

### 現時主持節目
- 《新自由風》（網上電台節目，2012-02-20始）[12]
- 《十級自由Phone》（D100）網上電台節目（2012年12月始）

## 作品
| 書名                         | 出版商   | 出版日期       | ISBN               |
| 《曾先生，你吹甚麼口哨？》   | 次文化堂 | 2006年4月28日  | ISBN 9629921294    |
| 《曾特首，你會做好呢份工？》 | 次文化堂 | 2007年3月20日  | ISBN 9629921529    |
| 《當命運之神來敲門》         | 次文化堂 | 2007年11月13日 | ISBN 9789629921279 |
| 《曾爵士，你是中國人嗎？》   | 次文化堂 | 2008年8月14日  | ISBN 9789629921804 |
| 《天堂沒有豆腐渣》           | 次文化堂 | 2009年1月12日  | ISBN 9789629922016 |
| 《香港人，不高興》           | 次文化堂 | 2009年7月      | ISBN 9789629222245 |
| 《折翼牢籠》                 | 次文化堂 | 2010年5月1日   | ISBN 9789629922368 |
| 《我沒有敵人》               | 次文化堂 | 2011年5日5日   | ISBN 9789629922672 |
| 《不是一個人的戰爭》         | 次文化堂 | 2011年7月1日   | ISBN 9789629922764 |
| 《天佑香港》                 | 次文化堂 | 2013年6月14日  | ISBN 9789629923228 |
| 《吳志森．父女同郵》         | 次文化堂 | 2013年8月6日   | ISBN 9789629923242 |
| 《謊言治港》                 | 次文化堂 | 2013年8月6日   | ISBN 9789629923235 |
| 《患了末期危疾的絕症政治》   | 次文化堂 | 2014年1月7日   | ISBN 9789629923594 |
| 《掛住太后》                 | 次文化堂 | 2014年7月1日   | ISBN 9789629923570 |
| 《父女同郵（2）》            | 次文化堂 | 2014年7月1日   | ISBN 9789629923587 |
| 《頭條本色》                 | 次文化堂 | 2020年7月23日  | ISBN 9789629924690 |

## 外部連結
- YouTube上的吳志森 森直口快 播放列表
- YouTube上的Ng Sam頻道
- 新自由風